# Under cover
Under cover, Chapter one is een studioalbum van Tangerine Dream, het album verscheen als resultaat van een weddenschap. In 2008 tijdens hun Amerikaanse tournee kwam een weddenschap tot stand tussen TD en hun tourneepromotor om een aantal nummers van anderen op te nemen. TD had dat al eerder gedaan, op beperkte schaal speelde ze nummers van Jimi Hendrix, maar het grootste probleem was de zang. De leider van de band zong ooit eens in The Ones, maar een zangstem heeft Edgar Froese nooit gehad. Ook de andere leden hebben geen zangstem. Er werd een tussenoplossing gevonden in Chris Hausl, die al op Madcap's Flaming Duty had gezongen, een album gewijd aan Syd Barrett. De heren waren al snel begonnen met het maken van een lijst, de dames kwamen later met hun keus.
In Wenen werden de muziek- en zangstemmen een voor een ingespeeld/gezongen om tot een album te komen. Norwegian Wood is opgenomen in de Royal Albert Hall april 2010. Het uitbrengen van het album voorkwam dat de leden een “bike”-tocht moesten houden tussen Los Angeles en Las Vegas. Of met bike fiets of motor werd bedoeld, werd nooit duidelijk. 

## Musici
- Edgar Froese – toetsinstrumenten en “zangstem”op "Heroes"; gitaar op Space Oddity en Hotel California
- Thorsten Quaeschning – toetsinstrumenten, achtergrondzang; eerste zangstem Suzanne,  Norwegian Wood, Hallelujah en Wish You Were Here
- Linda Spa – dwarsfluit, percussie, achtergrondzang
- Iris Camaa – percussie, achtergrondzang
- Bernard Beibl – gitaar
- Chris Hausl – zang

## Muziek
| Nr. | Titel                                                | Duur |
| --- | ---------------------------------------------------- | ---- |
| 1.  | Cry Little Sister (van Gerard McMann; keus Thorsten) |      |
| 2.  | Everybody Hurts (van REM; keus Edgar)                |      |
| 3.  | Precious (van Depeche Mode; keus Thorsten)           |      |
| 4.  | Space Oddity (van David Bowie; keus Edgar)           |      |
| 5.  | The Model (van Kraftwerk; keus Linda)                |      |
| 6.  | Wicked Game (van Chris Isaak; keus Iris)             |      |
| 7.  | Hotel California (van The Eagles; keus Iris)         |      |
| 8.  | Suzanne (van Leonard Cohen; keus Linda)              |      |
| 9.  | Heroes (van David Bowie; keus Edgar)                 |      |
| 10. | Forever Young (Alphaville; keus Linda)               |      |
| 11. | Iris (van Goo Goo Dolls; keus Iris)                  |      |
| 12. | Norwegian Wood (van The Beatles; keus Bernard)       |      |
| 13. | Hallelujah (van Leonard Cohen; keus Thorsten)        |      |
| 14. | Wish You Were Here (van Pink Floyd; keus Bernard)    |      |